# Шанагарри

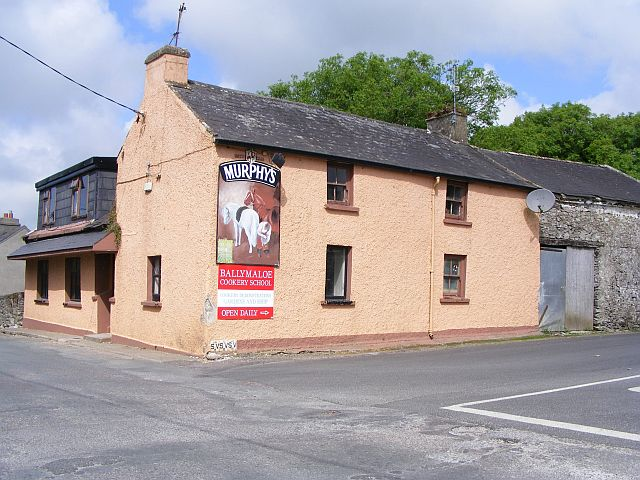
Местный паб

Шанагарри (англ. Shanagarry; ирл. An Seangharraí, «старый сад») — деревня в Ирландии, находится в графстве Корк (провинция Манстер).

## Демография
Население — 297 человек (по переписи 2006 года). В 2002 году население составляло 291 человек.
Данные переписи 2006 года:
| Общие демографические показатели |               |                               |                               |      |      |
| Всё население                    | Всё население | Изменения населения 2002—2006 | Изменения населения 2002—2006 | 2006 | 2006 |
| 2002                             | 2006          | чел.                          | %                             | муж. | жен. |
| 291                              | 297           | 6                             | 2,1                           | 151  | 146  |